# فراش، لاچین
فراش (ترکی آذربایجانی: Fərraş) یک منطقهٔ مسکونی در جمهوری آرتساخ است که در استان کاشاتاق واقع شده‌است.